# Zeegras-klasse
De zeegras-klasse (Zosteretea) is een klasse van syntaxa die voorkomen in zout water en bestand zijn tegen langdurige onderdompeling, sterke golfslag en getijdenbewegingen.

## Naamgeving en codering
| Zosteretea marinae Pign. 1953 |
| Posidonietea Den Hartog 1976  |

- Syntaxoncode voor Nederland (rVvN): r03
- Natura2000-habitattypecode (EU-code): H1140

De wetenschappelijke naam Zosteretea is afgeleid van de botanische naam van het geslacht zeegras (Zostera).

## Fysiognomie
Fysiognomisch gezien zijn de syntaxa uit de zeegras-klasse eenvoudig te noemen. De vegetatiestructuur is doorgaans ongecompliceerd; de begroeiingen bestaan vaak maar uit één vegetatielaag die extreem soortenarm zijn aan vaatplanten. Aan algen is de klasse echter zeer soortenrijk.

## Onderliggende syntaxa in Nederland en Vlaanderen
De zeegras-klasse wordt in Nederland en Vlaanderen vertegenwoordigd door maar één orde met één onderliggend verbond, waarvan alhier twee associaties voorkomen. In Nederland en Vlaanderen worden geen romp- en derivaatgemeenschappen uit de zeegras-klasse onderscheiden.
- - zeegras-orde (Zosteretalia)
    - zeegras-verbond (Zosterion)
      - associatie van klein zeegras (Zosteretum noltii)
      - associatie van groot zeegras (Zosteretum marinae)

## Verspreiding
Het verspreidingsgebied van de zeegras-klasse is groot; het omvat de zeekusten in de gematigde delen van zowel het noordelijk als zuidelijk halfrond van de Aarde.

## Fauna

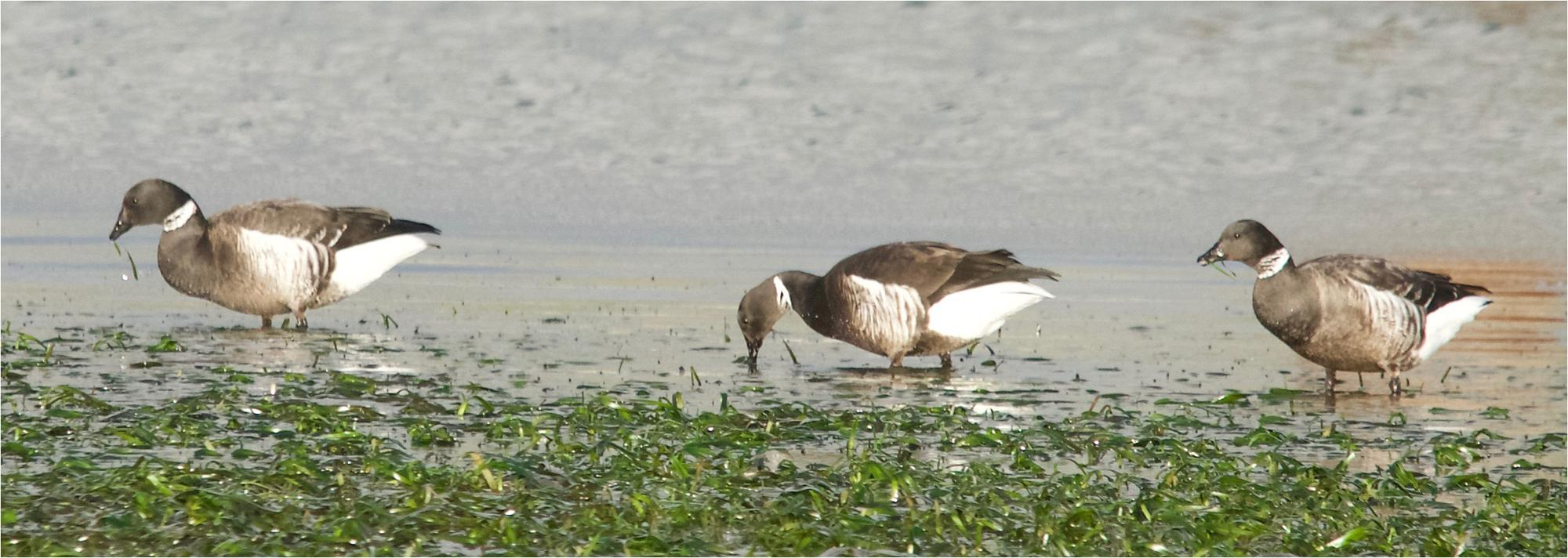
Rotganzen die zich voeden met groot zeegras (Zostera marina) in Bodega Bay.

Vegetatie uit de zeegras-klasse kent een zeer rijk mariene waterdierenleven. Hierbij gaat het zowel om het aantal waterdiersoorten als -individuen.
Voor de rotgans (Branta bernicla) vormt vegetatie uit de zeegras-klasse zeer belangrijke foerageerplaatsen. Zeegras is het hoofdvoedsel van deze kustvogel.

## Fotogalerij

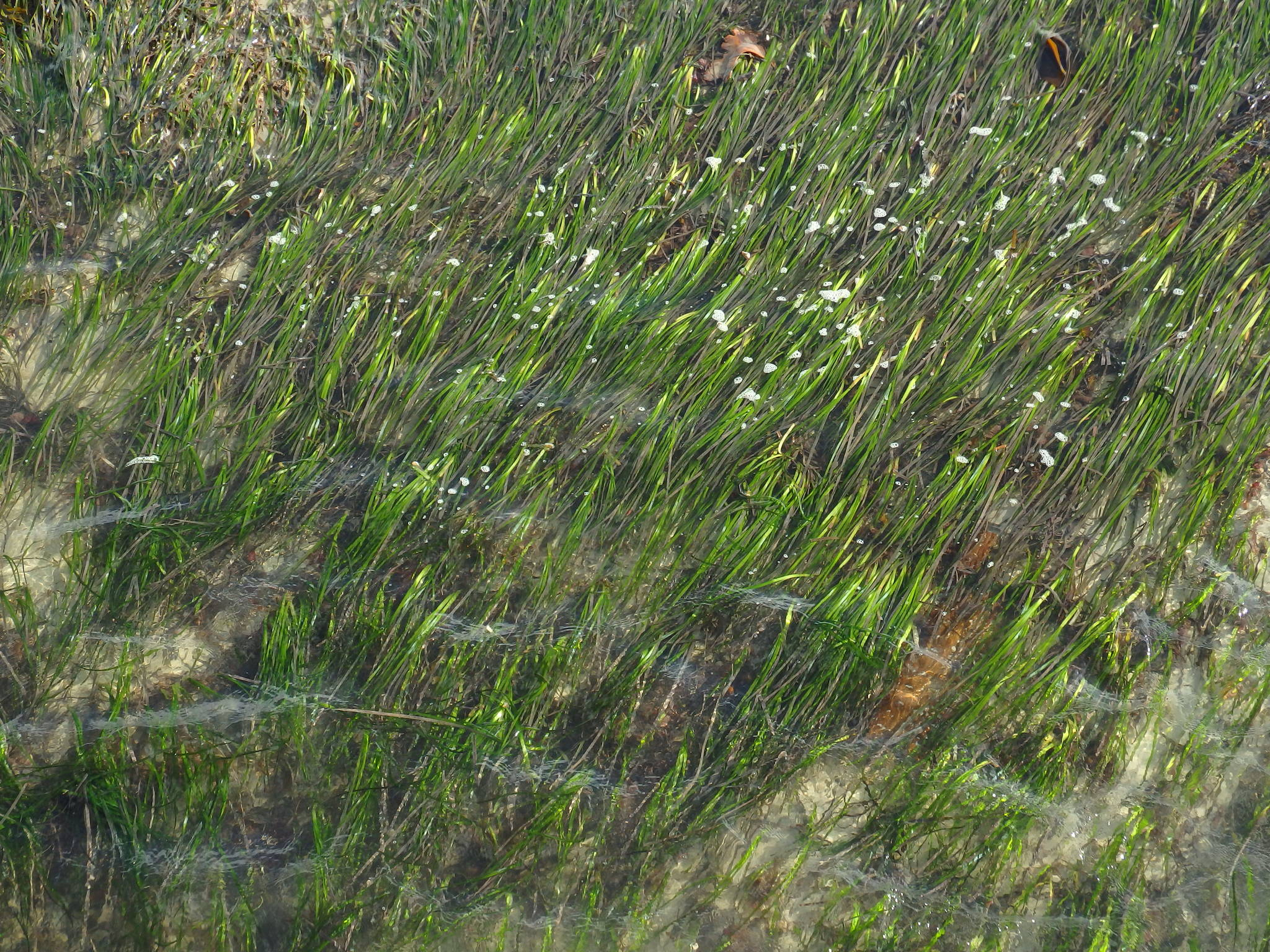
Associatie van groot zeegras in Île de Batz
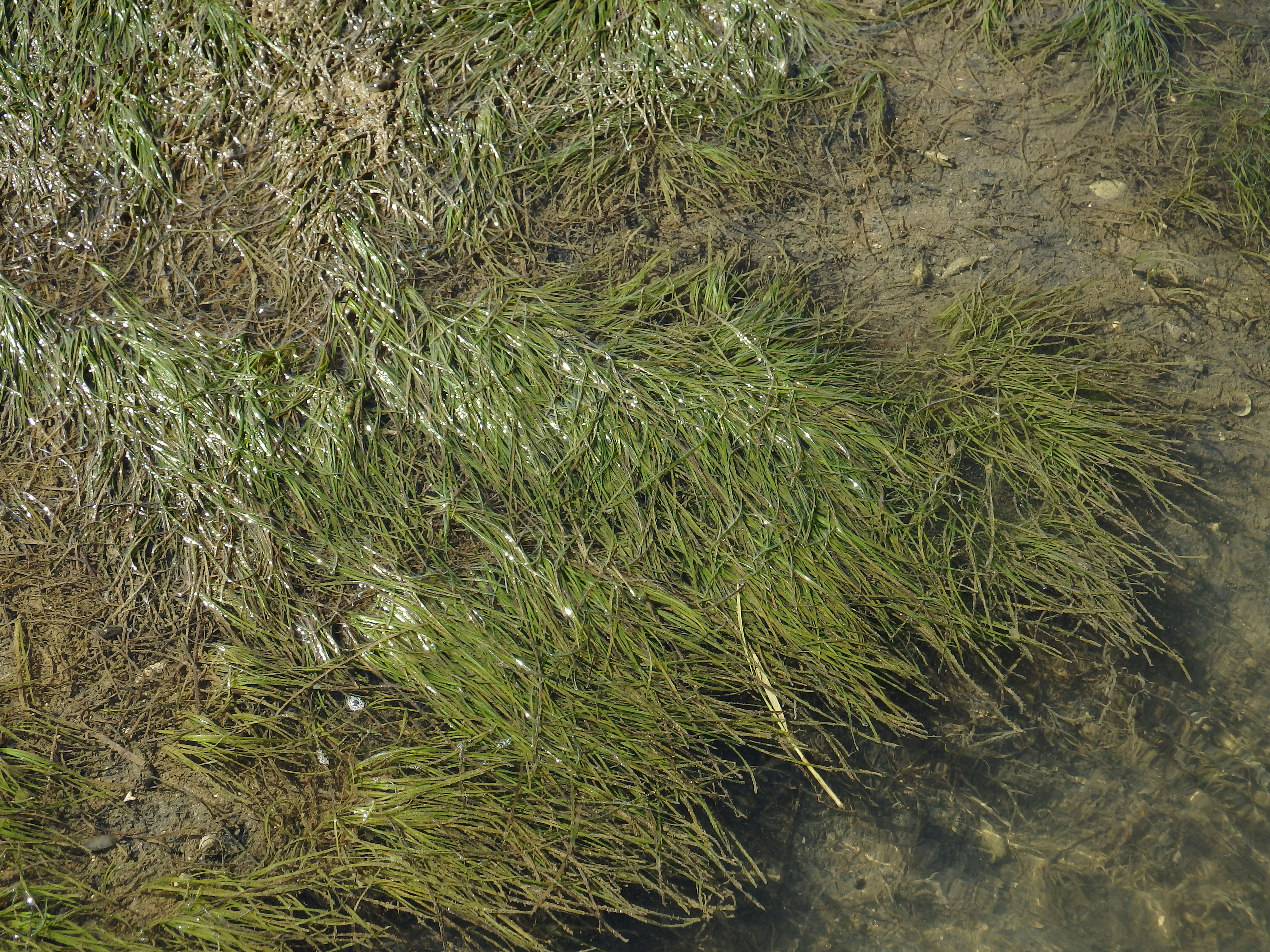
De associatie van klein zeegras